# Ngày Quốc tế Phụ nữ
Ngày Quốc tế Phụ nữ hay còn gọi là Ngày Liên Hợp Quốc vì Nữ quyền và Hòa bình Quốc tế được tổ chức vào ngày 8 tháng 3 hằng năm với vai trò là tâm điểm trong phong trào đấu tranh vì quyền của phụ nữ, thu hút sự chú ý đến các vấn đề như bình đẳng giới, quyền sinh sản, chống bạo lực và lạm dụng đối với phụ nữ. Ngày này được Liên Hợp Quốc chính thức hóa vào năm 1975.
Lễ kỷ niệm ngày Quốc tế nữ giới lần đầu tiên được tổ chức vào ngày 28 tháng 2 năm 1909 tại New York, Mỹ do Đảng Xã hội Mỹ tổ chức. Một cuộc biểu tình nhân ngày Phụ nữ vào ngày 8 tháng 3 năm 1917 tại Petrograd, Đế quốc Nga đã làm dấy lên cuộc Cách mạng Nga 1917. Liên bang Xô viết (Liên Xô) tuyên bố ngày này là ngày nghỉ quốc gia kể từ năm 1917, sau đó ngày lễ này chủ yếu được tổ chức trong các nước thuộc phong trào Xã hội Chủ nghĩa và các nước Cộng sản cho đến khi được Liên Hợp Quốc thông qua vào năm 1977.
Ngày lễ kỷ niệm Ngày Quốc tế Phụ nữ ngày nay có thể là một ngày lễ chung ở một số quốc gia, hoặc trở thành một ngày lễ lớn bị bỏ qua ở những nơi khác. Ở một số quốc gia, ngày này là ngày để biểu tình; ở những quốc gia khác, ngày này là ngày tôn vinh nữ giới.

## Lịch sử

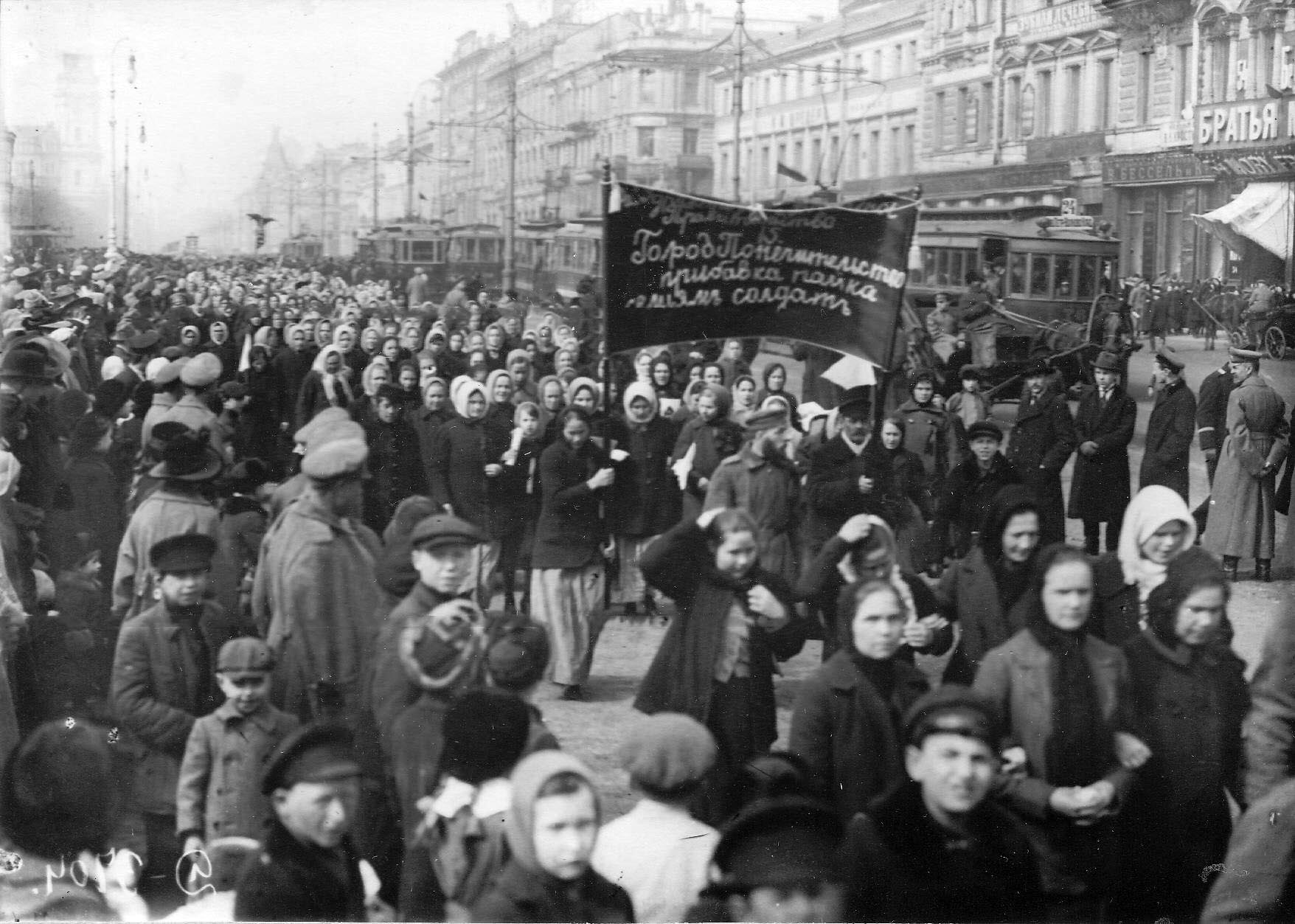
Phụ nữ Nga biểu tình đòi Bánh mì, Hòa bình và Đất- 8 tháng 3 năm 1917, Petrograd, Nga.

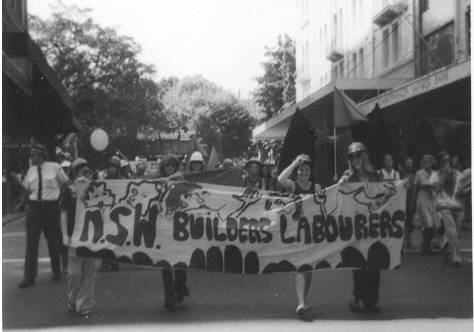
Các nữ công nhân, trong ngày Quốc tế Phụ nữ, biểu tình tại Sydney, tháng 3 năm 1975.

Lễ kỷ niệm Ngày Phụ nữ tổ chức sớm nhất được tổ chức vào ngày 28 tháng 2 năm 1909 tại New York, Mỹ do Đảng Xã hội Mỹ tổ chức để tưởng niệm cuộc đình công năm 1908 của Hiệp hội Công nhân May mặc Quốc tế. Không có cuộc đình công nào vào ngày 8 tháng 3 năm đó.
Trong Hội nghị Phụ nữ do Quốc tế thứ II (Quốc tế Xã hội chủ nghĩa) tổ chức ngày 8 tháng 3 năm 1910, Chủ tịch Clara Zetkin, một phụ nữ người Đức, đã đề nghị chọn một ngày quốc tế phụ nữ để kỷ niệm những phụ nữ đã đấu tranh trên toàn thế giới.
Tháng 8 năm 1910, Hội nghị Phụ nữ Thế giới được tổ chức tại Copenhagen, Đan Mạch. Luise Zietz đề nghị việc tạo ra một Ngày Phụ nữ Quốc tế hằng năm và được Clara Zetkin ủng hộ. Tuy vậy ngày cụ thể vẫn chưa xác định. Các đại biểu (100 phụ nữ từ 17 quốc gia) đồng ý với ý tưởng này là một chiến lược nhằm thúc đẩy quyền bình đẳng, bao gồm cả việc phụ nữ được quyền bầu cử.
Năm 1911, ngày Quốc tế Phụ nữ được tổ chức lần đầu tiên vào ngày 19 tháng 3 ở Áo, Đan Mạch, Đức và Thụy Sĩ, với hơn một triệu người tham gia. Chỉ riêng ở đế chế Áo-Hung đã có 300 cuộc biểu tình. Tại Viên, phụ nữ diễu hành tại Ringstrasse và mang các biểu ngữ tôn vinh những người đã hy sinh của Công xã Paris. Phụ nữ yêu cầu họ được quyền bầu cử và giữ chức vụ công. Họ cũng phản đối việc phân biệt đối xử về giới tính trong việc làm. Trong khi đó tại Hoa Kỳ, người Mỹ vẫn tiếp tục tổ chức Ngày Phụ nữ Quốc gia vào ngày Chủ nhật cuối cùng của tháng 2.
Năm 1913, phụ nữ Nga đã có Ngày Phụ nữ Quốc tế đầu tiên vào ngày thứ bảy cuối cùng của tháng 2 (theo lịch Julian sau đó được sử dụng ở Nga).
Mặc dù đã có những cuộc đình công của phụ nữ được tổ chức, các cuộc tuần hành và biểu tình khác trong những năm trước năm 1914 đều không diễn ra vào ngày 8 tháng 3.
Năm 1914 ngày Quốc tế Phụ nữ được tổ chức vào ngày 8 tháng 3, có thể bởi vì ngày đó là chủ nhật và kể từ đó ngày này được tổ chức vào ngày 8 tháng 3 ở tất cả các quốc gia. Ngày 8 tháng 3 năm 1914, phụ nữ Đức đòi quyền bầu cử nhưng đến ngày 12 tháng 10 năm 1918 mới được chấp thuận. Tại Luân Đôn (Anh) có một cuộc diễu hành từ Bow tới Quảng trường Trafalgar để ủng hộ cuộc bầu cử của phụ nữ vào ngày 8 tháng 3 năm 1914. Sylvia Pankhurst bị bắt trước trạm Charing Cross trên đường tới Quảng trường Trafalgar.
Ngày 23 tháng 2 năm 1917 theo lịch Nga, dương lịch là ngày 8 tháng 3 năm 1917, tại Saint Petersburg, các phụ nữ Nga đã ra đường biểu tình đình công, đòi bánh mì, đòi trả chồng con họ trở về từ chiến trận, và đòi chấm dứt chế độ Sa hoàng. Cuộc đình công này đã khiến hoàng đế Nikolai II phải thoái vị và góp phần rất lớn vào cuộc Cách mạng Tháng Mười ở Nga. Leon Trotsky đã viết, "23 tháng 2 (8 tháng 3) là ngày Phụ nữ Quốc tế, các cuộc gặp gỡ và hành động đã được dự báo trước, nhưng chúng ta không thể tưởng tượng được ngày Phụ nữ này sẽ khởi nguồn cho cuộc cách mạng. Mặc dù có các lệnh ngược lại, nhưng các công nhân dệt may đã rời bỏ công việc của họ tại một số nhà máy và cử các phái đoàn yêu cầu hỗ trợ cho cuộc đình công... điều này dẫn đến các cuộc đình công hàng loạt... tất cả phụ nữ đã tràn ra đường phố." Bảy ngày sau, Sa hoàng Nicholas II thoái vị và Chính phủ lâm thời trao quyền bầu cử cho phụ nữ.
Sau Cách mạng tháng Mười, Alexandra Kollontai và Vladimir Lenin đã biến ngày này thành ngày lễ chính thức ở Liên bang Xô viết, nhưng đó là một ngày làm việc cho đến năm 1965. Vào ngày 8 tháng 5 năm 1965, theo lệnh của Chủ tịch Liên bang Xô viết, ngày này được tuyên bố là một ngày nghỉ ở Liên Xô "để kỷ niệm những thành tích xuất sắc của phụ nữ Liên Xô trong công cuộc xây dựng chủ nghĩa cộng sản, trong việc bảo vệ Tổ quốc của họ trong Chiến tranh ái quốc vĩ đại, chủ nghĩa anh hùng và sự hy sinh quên mình ở tiền tuyến lẫn hậu phương, và đánh dấu sự đóng góp to lớn của phụ nữ để tăng cường tình hữu nghị giữa các dân tộc, và cuộc đấu tranh cho hòa bình. Tuy nhiên, Ngày Phụ nữ cũng phải được kỷ niệm như những ngày lễ khác."

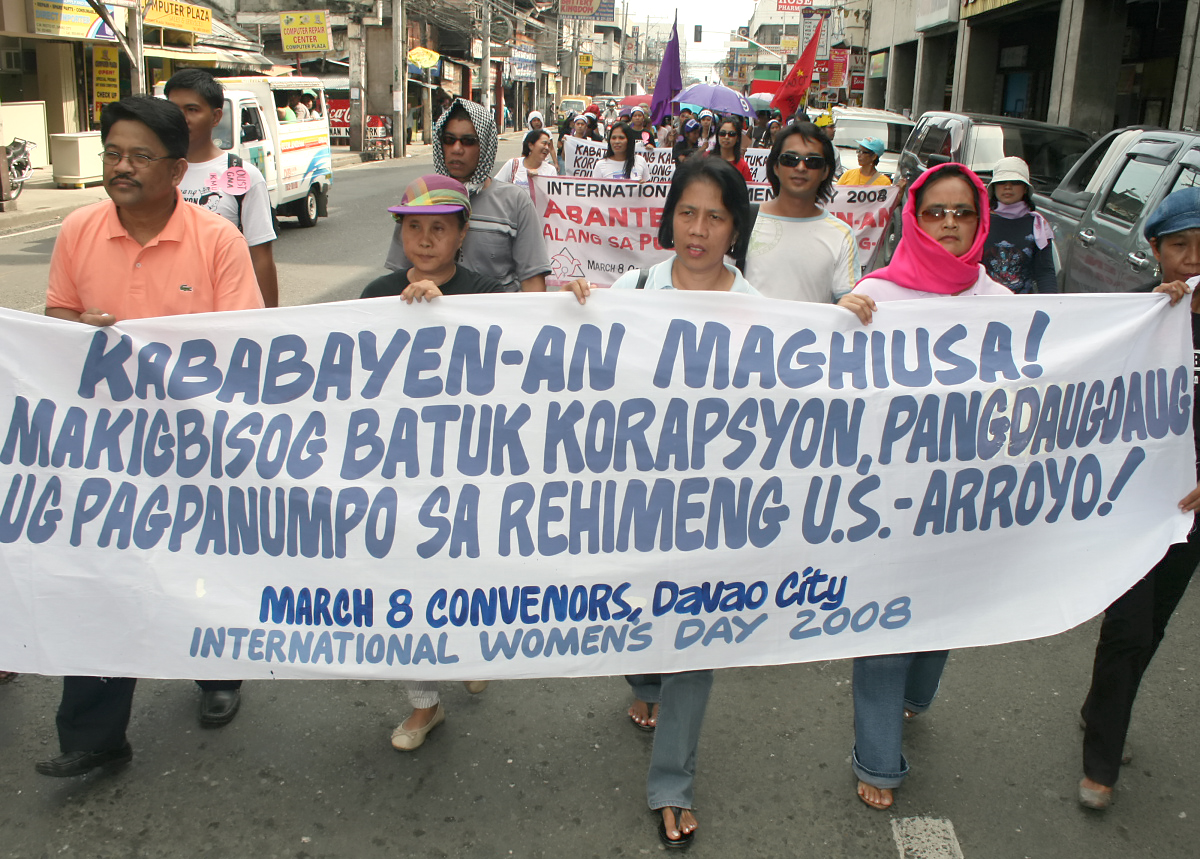
Biểu tình kỷ niệm ngày giành quyền bình đẳng giới tại Philippines, ngày 8/3/2008.

Từ việc áp dụng chính thức ở Liên Xô sau cuộc Cách mạng năm 1917, ngày lễ này chủ yếu được kỷ niệm ở các nước cộng sản và phong trào cộng sản trên toàn thế giới. Ngày lễ này được những người cộng sản ở Trung Quốc tổ chức hằng năm kể từ năm 1922, và được những người cộng sản Tây Ban Nha tổ chức vào năm 1936. Lãnh đạo cộng sản Dolores Ibárruri đã dẫn đầu một cuộc tuần hành của phụ nữ ở Madrid vào năm 1936 vào thời điểm trước Nội chiến Tây Ban Nha.
Vào năm 1927, tại thành phố Quảng Châu, Trung Quốc, đã có một cuộc tuần hành của 25.000 phụ nữ và nam giới ủng hộ, bao gồm đại diện của Quốc dân đảng, YWCA và các tổ chức lao động. Sau khi thành lập nước Cộng hòa Nhân dân Trung Hoa vào ngày 1 tháng 10 năm 1949, Hội đồng Nhà nước tuyên bố vào ngày 23 tháng 12 rằng ngày 8 tháng 3 sẽ là một ngày lễ chính thức với phụ nữ ở Trung Quốc được nghỉ nửa ngày. Sau khi thành lập nước Cộng hòa Nhân dân Trung Hoa vào ngày 1 tháng 10 năm 1949, Hội đồng Nhà nước Trung Quốc tuyên bố vào ngày 23 tháng 12 năm 1949 rằng ngày 8 tháng 3 sẽ là kỳ nghỉ chính thức cho phụ nữ ở Trung Quốc với một nửa ngày nghỉ.
Ngày này chủ yếu vẫn là một ngày lễ của các quốc gia cộng sản cho đến khoảng năm 1967 khi nó được các nhà nữ quyền làn sóng thứ hai áp dụng. Ngày này lại nổi lên như một ngày của chủ nghĩa hoạt động, và đôi khi được biết đến ở châu Âu với cái tên "Ngày Quốc tế Phụ nữ Đấu tranh". Trong những năm 1970 và 1980, các nhóm phụ nữ được các tổ chức cánh tả và lao động tham gia kêu gọi trả lương bình đẳng, cơ hội kinh tế bình đẳng, quyền hợp pháp bình đẳng, quyền sinh sản, trợ cấp chăm sóc trẻ em và phòng chống bạo lực đối với phụ nữ.
Liên Hợp Quốc bắt đầu kỷ niệm Ngày Quốc tế Phụ nữ trong Năm Quốc tế Phụ nữ - năm 1975. Năm 1977, Đại hội đồng Liên Hợp Quốc đã mời các quốc gia thành viên tuyên bố ngày 8 tháng 3 là Ngày của Liên Hợp Quốc về quyền phụ nữ và hòa bình thế giới.
Ngày Quốc tế Phụ nữ đã gây ra bạo lực ở Tehran, Iran vào ngày 4 tháng 3 năm 2007, khi cảnh sát đánh hàng trăm người đàn ông và phụ nữ đang lên kế hoạch cho một cuộc biểu tình. (Một cuộc biểu tình trước đó cho sự kiện này đã được tổ chức tại Tehran vào năm 2003.) Cảnh sát đã bắt giữ hàng chục phụ nữ và một số được trả tự do sau nhiều ngày biệt giam và thẩm vấn. Shadi Sadr, Mahbubeh Abbasgholizadeh và một số nhà hoạt động cộng đồng khác được thả vào ngày 19 tháng 3 năm 2007, chấm dứt cuộc tuyệt thực kéo dài mười lăm ngày.
Trong thế kỷ XXI, ở phương Tây, ngày này ngày càng được các công ty lớn tài trợ và được sử dụng để quảng bá những thông điệp tốt đẹp hơn là những cải cách xã hội triệt để. Năm 2009, công ty tiếp thị của Anh, Aurora Ventures, đã thành lập trang web "Ngày Quốc tế Phụ nữ" với sự tài trợ của công ty. Trang web này bắt đầu quảng bá hashtag làm chủ đề cho ngày này, được sử dụng trên toàn thế giới. Ngày này được kỷ niệm bằng các bữa sáng và các phương tiện truyền thông xã hội gợi nhớ đến những lời chúc mừng trong Ngày của Mẹ.

## Trong văn hóa hiện đại
Hiện nay ngày Quốc tế Phụ nữ là ngày lễ chính thức tại các nước Afghanistan, Angola, Armenia, Azerbaijan, Belarus, Bulgaria, Burkina Faso, Campuchia, Cuba, Gruzia, Guinea-Bissau, Eritrea, Kazakhstan, Kyrgyzstan, Lào, Madagascar, Moldova, Mông Cổ, Nga, Nepal, Tajikistan, Trung Quốc, Turkmenistan, Uganda, Ukraina, Uzbekistan, Việt Nam và Zambia.

Tại một số quốc gia, như Cameroon, Croatia, Romania, Bosnia và Herzegovina, Bulgaria và Chile, ngày 8 tháng 3 không phải là một kỳ nghỉ lễ mặc dù vẫn được tổ chức rộng rãi. Vào ngày này, đàn ông thường tặng những người phụ nữ trong cuộc sống của họ - mẹ, vợ, bạn gái, con gái, bạn bè, đồng nghiệp,... - hoa và những món quà nhỏ. Ở một số quốc gia (như Bulgaria và Romania) nó cũng được coi là tương đương với Ngày của Mẹ, và trẻ em cũng tặng những món quà nhỏ cho mẹ và bà mình.

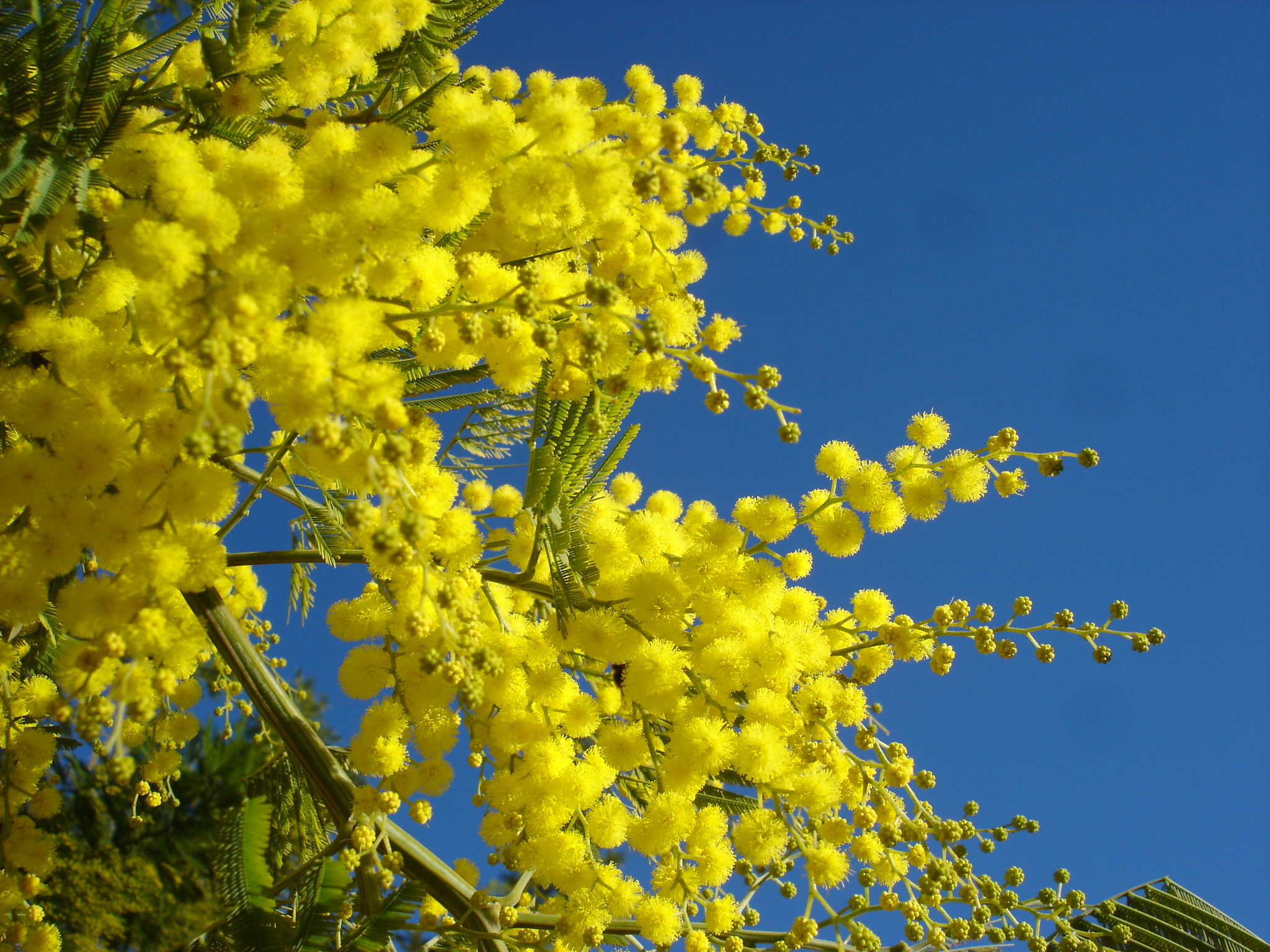
Mimosa vàng là biểu tượng của ngày Quốc tế Phụ nữ tại Ý.

Tại Cộng hòa Xã hội Chủ nghĩa Tiệp Khắc, lễ kỷ niệm lớn theo kiểu của Liên Xô được tổ chức hằng năm. Sau sự sụp đổ của chủ nghĩa cộng sản tại nước này, lễ kỷ niệm đã bị rơi vào quên lãng, do nó thường được coi là một trong những biểu tượng chính của chế độ cũ. Ngày Quốc tế Phụ nữ được thiết lập lại như là một ngày quan trọng chính thức tại nước này  tại Nghị viện Cộng hòa Séc năm 2004 theo đề nghị của Đảng Dân chủ Xã hội và Đảng Cộng sản. Điều này đã gây ra một số tranh cãi vì phần lớn công chúng cũng như các đảng chính trị coi ngày lễ này là một tàn tích của quá khứ cộng sản.
Ngày Quốc tế Phụ nữ đã gây ra bạo lực ở Tehran, Iran vào ngày 4 tháng 3 năm 2007, khi cảnh sát đánh đập hàng trăm đàn ông và phụ nữ đang lên kế hoạch tuần hành ngày 8/3. (Một cuộc mít tinh trước đó đã được tổ chức tại Tehran năm 2003.) Cảnh sát đã bắt giữ hàng chục phụ nữ và một số đã được thả ra sau vài ngày biệt giam và thẩm vấn. Shadi Sadr, Mahbubeh Abbasgholizadeh và nhiều nhà hoạt động cộng đồng khác đã được thả ra vào ngày 19 tháng 3 năm 2007, chấm dứt cuộc tuyệt thực kéo dài mười lăm ngày.
Tại Ý, để chào mừng ngày này, đàn ông tặng hoa mimosa vàng cho phụ nữ. Nhà hoạt động chính trị cộng sản Teresa Mattei đã chọn hoa mimosa vào năm 1946 như một biểu tượng của ngày Quốc tế Phụ nữ ở Ý bởi vì bà cảm thấy những biểu tượng của Pháp trong ngày này, bao gồm hoa violet và linh lan, quá khan hiếm và tốn kém để có thể áp dụng hiệu quả ở Ý.
Tại Hoa Kỳ, nữ diễn viên và nhà hoạt động nhân quyền Beata Pozniak đã vận động hành lang với Thị trưởng Los Angeles và Thống đốc California để vận động các thành viên của Quốc hội Hoa Kỳ đề nghị công nhận chính thức về ngày lễ này. Vào tháng 2 năm 1994, H. J. Res. 316 được giới thiệu bởi Rep. Maxine Waters, cùng với 79 nhà đồng tài trợ, trong nỗ lực chính thức công nhận ngày 8 tháng 3 năm đó là Ngày Quốc tế Phụ nữ. Dự luật sau đó đã được đề cập và được giữ lại trong Ủy ban Lưỡng viện về Bưu điện và Dịch vụ dân sự. Hai viện chưa bỏ phiếu bầu lần nào cho điều luật này.
Tại Việt Nam, ngày Quốc tế Phụ nữ còn được coi là ngày kỷ niệm cuộc khởi nghĩa của Hai Bà Trưng – 2 vị nữ tướng anh hùng dân tộc đầu tiên đã đánh đuổi giặc ngoại xâm phương Bắc. Tinh thần dân tộc và ý chí đấu tranh của phụ nữ Việt Nam cũng được bắt nguồn từ truyền thống dân tộc này.

## Hoạt động kỷ niệm

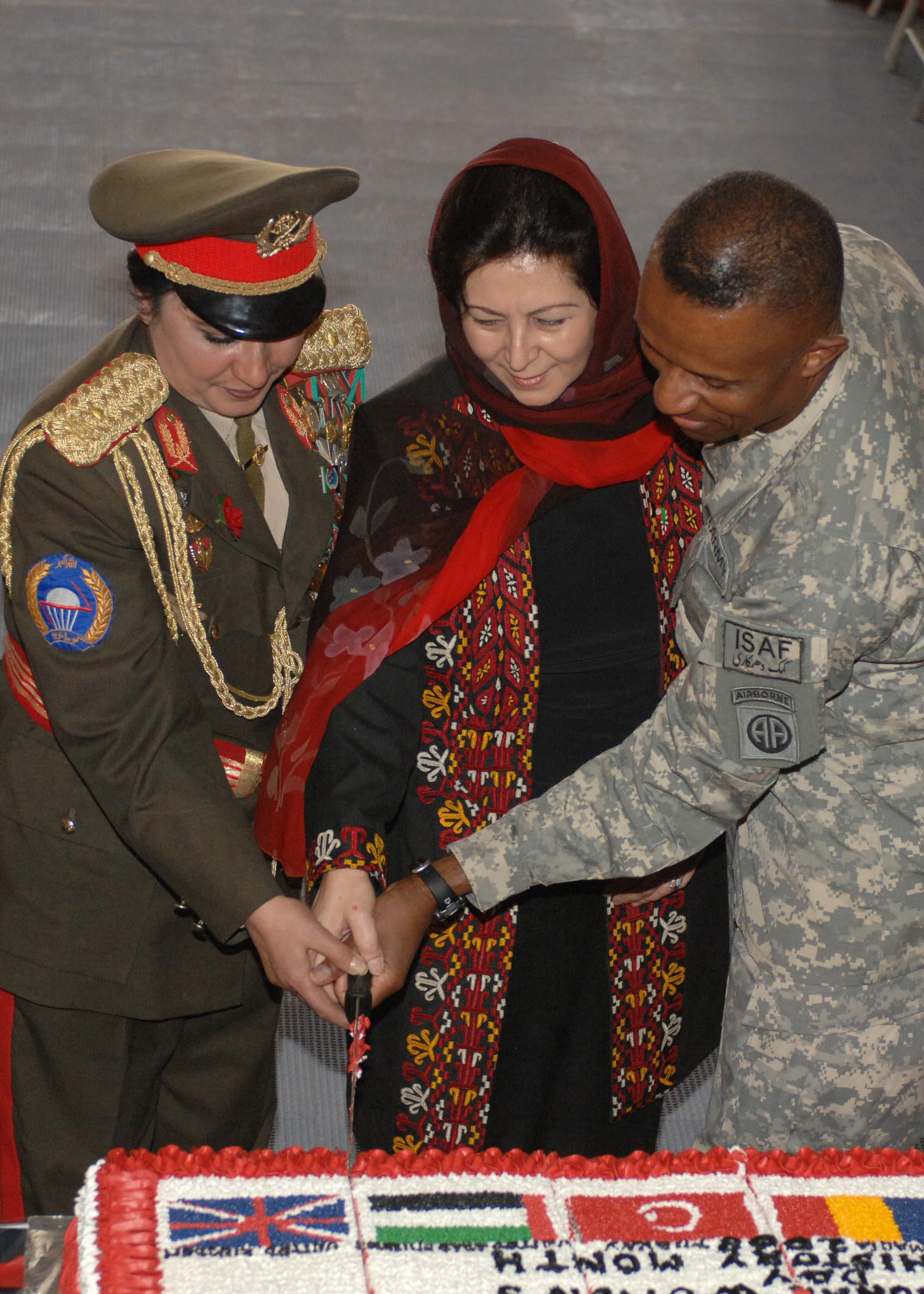
Cắt bánh kem mừng lễ kỷ niệm Ngày Quốc tế Phụ nữ tại Bagram Air Base, Afghanistan, ngày 3 tháng 3 năm 2008.

Tại một số quốc gia, ngày Quốc tế Phụ nữ được kỷ niệm bằng những hoạt động liên hoan, diễu hành đòi quyền bình đẳng với nam giới ở các mức lương, ở cơ hội giáo dục đào tạo và thăng tiến trong nghề nghiệp, hay là điều kiện an sinh xã hội, chống mãi dâm và bạo lực đối với phụ nữ, nói chung là những vấn đề thực tiễn. Ngày này, thường là phụ nữ châu Âu và Bắc Mỹ từ chối nhận hoa, vì xem đó là một dấu hiệu không bình đẳng và chỉ có tính cách hình thức.
Ở Việt Nam, ngày này thường là ngày phái nam tặng phụ nữ hoa (thường là hoa hồng) và quà, sự kiện thường được tổ chức ở các cơ quan, đoàn thể,... nơi có phụ nữ làm việc và tham gia.